# Rally Caja Cantabria de 1990
El Rally Caja Cantabria de 1990, oficialmente 12.º Rally Ciudad de Santander Caja Cantabria, fue la duodécima edición y la tercera cita de la temporada 1990 del Campeonato de España de Rally. Se celebró del 28 al 29 de abril y contó con un itinerario de 212,7 km cronometrados.

## Clasificación final
| Pos. | Piloto               | Copiloto           | Automóvil                      | Tiempo  | Diferencia |
| ---- | -------------------- | ------------------ | ------------------------------ | ------- | ---------- |
| 1.   | Jesús Puras          | José Arrarte       | Lancia Delta Integrale 16V     | 2:02:28 | 0.0        |
| 2.   | Josep Bassas         | Antonio Rodríguez  | BMW M3 E30                     | 2:02:48 | +0:20      |
| 3.   | Josep María Bardolet | Josep María Ferrer | Ford Sierra RS Cosworth        | 2:03:38 | +1:10      |
| 4.   | Pedro Javier Diego   | Icíar Muguerza     | Ford Sierra RS Cosworth 4-door | 2:09:33 | +7:05      |
| 5.   | Juan Carlos Otamendi | Manuel A. Colado   | Ford Sierra RS Cosworth 4-door | 2:10:53 | +8:25      |
| 6.   | Luis Climent         | Bandera de ?       | Opel Corsa A GSi               | 2:13:35 | +11:07     |
| 7.   | José Piñón           | Bandera de ?       | Opel Corsa A GSi               | 2:14:21 | +11:53     |
| 8.   | Francisco Cima       | Bandera de ?       | Renault 5 GT Turbo             | 2:16:04 | +13:36     |
| 9.   | Donato Hergueta      | Bandera de ?       | Opel Corsa A GSi               | 2:19:38 | +17:10     |
| 10.  | Sergio Vallejo       | Pablo Cerecedo     | Peugeot 205 GTI 1.9            | 2:19:53 | +17:25     |